# La Colorada, Guanajuato
La Colorada är en ort i Mexiko.   Den ligger i kommunen Dolores Hidalgo och delstaten Guanajuato, i den centrala delen av landet, 270 km nordväst om huvudstaden Mexico City. La Colorada ligger 1 996 meter över havet och antalet invånare är 664.
Terrängen runt La Colorada är en högslätt. Runt La Colorada är det ganska tätbefolkat, med 93 invånare per kvadratkilometer. Närmaste större samhälle är Dolores Hidalgo, 17,4 km sydväst om La Colorada. Trakten runt La Colorada består till största delen av jordbruksmark.